# Conus poulosi
Espèce
Statut de conservation UICN

 LC  : Préoccupation mineure
Conus poulosi est une espèce de mollusques gastéropodes marins de la famille des Conidae.
Comme toutes les espèces du genre Conus, ces escargots sont prédateurs et venimeux. Ils sont capables de « piquer » les humains et doivent donc être manipulés avec précaution, voire pas du tout.

## Distribution
Cette espèce est présente dans la mer des Caraïbes au large de la Colombie.

### Niveau de risque d’extinction de l’espèce
Selon l'analyse de l'UICN réalisée en 2011 pour la définition du niveau de risque d'extinction, cette espèce se trouve du Golfo de Morrosquillo sur la côte caribéenne de la Colombie au Golfo Triste au Venezuela. Les menaces qui pèsent sur cette espèce sont inconnues Elle est classée dans la catégorie " préoccupation mineure ".

## Taxonomie

### Publication originale
L'espèce Conus poulosi a été décrite pour la première fois en 1993 par le malacologiste américain Edward James Petuch (d) dans « La Conchiglia »,.

### Synonymes
- Attenuiconus poulosi (Petuch, 1993) · non accepté
- Conus (Attenuiconus) poulosi Petuch, 1993 · appellation alternative
- Dauciconus poulosi (Petuch, 1993) · non accepté